# Guandao (köpinghuvudort i Kina, Shandong Sheng, lat 37,21, long 120,62)
Guandao (kinesiska: 官道, 官道镇) är en köpinghuvudort i Kina. Den ligger i provinsen Shandong, i den östra delen av landet, omkring 330 kilometer öster om provinshuvudstaden Jinan. Antalet invånare är 28 440. Befolkningen består av 13 878 kvinnor och 14 562 män. Barn under 15 år utgör 10,0 %, vuxna 15-64 år 75 %, och äldre över 65 år 13,0 %.
Runt Guandao är det tätbefolkat, med 530 invånare per kvadratkilometer. Närmaste större samhälle är Tangezhuang, 10,5 km söder om Guandao. Trakten runt Guandao består till största delen av jordbruksmark.
Genomsnittlig årsnederbörd är 747 millimeter. Den regnigaste månaden är juli, med i genomsnitt 283 mm nederbörd, och den torraste är januari, med 11 mm nederbörd.